# 北斗神拳 (1995年电影)
《北斗神拳》是由Tony Randel執導，托尼·兰德尔、Peter Atkins编剧，由Gary Daniels主演的电影。在1995年於日本上映，该电影是根据原哲夫的漫画《北斗神拳》中的第一章进行改编，该影片讲的是，健次郎为了救心爱的尤利娅，与宿敌西恩进行决斗的故事。该作并未收到大家的好评。

## 故事
在末日，由于核武器爆发，导致世界成为一片废土，而幸存下的人们，一部分成为了以掠夺为乐，一部分成为了为了活下去而不得不苟且偷生的人。
而此时，因为拳四郎的恋人尤利娅被宿敌西恩抓住，于是他决定向西恩复仇。
在他的努力下，他终于打败了西恩，并救回了他的恋人，而西恩的部下看到这些后，纷纷决定弃恶从善。

## 演員表
- 莱昂·怀特
- 崔西·沃特
- Tony Halme
- David 'Shark' Fralick
- 达里尔·陈
- Chris DeRose
- Susan French
- 安德雷·罗塞·布朗
- Downtown Julie Brown
- 克林特·霍华德
- 约翰尼·马丁
- 马尔科姆·麦克道威尔
- Kevin Arbouet
- William L. Nagle
- 马文·范·皮伯斯
- 克里斯·潘
- 玛莉莎·寇兰
- 盖瑞·丹尼尔斯
- 科斯塔斯·曼迪勒
- 丹特·巴斯克
- 鹫尾伊沙子[2]

## 外部連結
- 豆瓣链接 （页面存档备份，存于）
- 互联网电影数据库（IMDb）上《北斗神拳》的资料（英文）